# Justine-Éléonore Ruflin
Justine-Éléonore Ruflin (ou Éléonore-Justine Ruflin, selon les auteurs), princesse Bonaparte, est née le 1er juillet 1832 à Paris, en France, et morte le 13 octobre 1905 dans cette même ville. Surnommée « Nina Bonaparte », elle est l’épouse du prince Pierre-Napoléon Bonaparte.
Issue d'un milieu populaire sarthois, Justine-Éléonore Ruflin rencontre le prince Pierre-Napoléon Bonaparte en 1852, qui séduit par elle l'entraîne en Corse. Établi quelque temps sur les hauteurs de Calvi, le couple finit par s'unir religieusement, mais le prince refuse longtemps toute union civile, du fait du mépris que sa famille ressent pour la jeune fille. Ce n'est finalement qu'après la chute du Second Empire et le scandale lié à l'affaire Victor Noir, en 1871, que Justine-Éléonore a la satisfaction d'épouser officiellement le prince Pierre-Napoléon.
Mère de deux enfants, Roland (né en 1858) et Jeanne Bonaparte (née en 1861), Justine-Éléonore supporte pourtant de plus en plus mal l'inconstance de son mari. Elle décide donc de le quitter et part au Royaume-Uni, où elle espère faire fortune en ouvrant une boutique de mode. Son affaire ayant coulé, elle rentre finalement à Paris avec sa progéniture. Avec l'aide de quelques fidèles, elle parvient à assurer une bonne éducation à ses enfants. Elle trouve surtout à son fils une épouse fortunée, Marie-Félix Blanc, qui meurt peu après lui avoir donné une fille, prénommée Marie.
Mère attentionnée avec le prince Roland, Justine-Éléonore Ruflin est aussi une grand-mère acariâtre avec sa petite-fille. Passionnée par la politique, elle se montre par ailleurs une anti-dreyfusarde farouche. Atteinte d'angine de poitrine, elle meurt en 1905, à l'âge de 73 ans.

## Famille et origines
Justine-Éléonore Ruflin est la fille d'un ouvrier-fondeur en cuivre nommé Julien Louis Ruflin et de son épouse Justine Lucard (morte en 1854). Par son père, elle est la petite-fille d'un fabricant de laine tandis que, par sa mère, elle a pour grand-père un instituteur de Metz. Justine-Éléonore a une sœur, Marie Isabelle, mariée à un douanier du nom de Boudin.
En 1852, Justine-Éléonore Ruflin épouse religieusement, à Calvi, le prince Pierre-Napoléon Bonaparte (1815-1881), fils du prince Lucien Bonaparte (1775-1840) et de sa seconde épouse Alexandrine de Bleschamp (1778-1855). De ce mariage naissent cinq enfants, parmi lesquels seuls deux survivent :
- Roland Bonaparte (1858-1924), prince Bonaparte, qui épouse l'héritière Marie-Félix Blanc (1859-1882) ;
- Jeanne Bonaparte (1861-1910), princesse Bonaparte, qui s'unit au marquis Christian de Villeneuve-Esclapon (1852-1931).

## Biographie

### Une relation scandaleuse

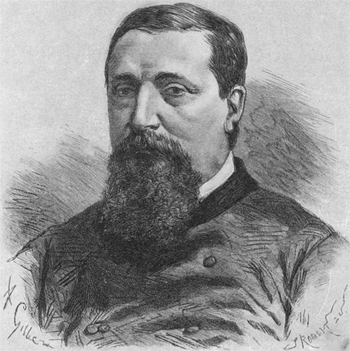
Pierre-Napoléon Bonaparte.

Issue d'une famille bonapartiste, Justine-Éléonore Ruflin rencontre, à Paris, le prince Pierre-Napoléon Bonaparte après le décès de la première compagne de celui-ci, Rose Hesnard, en 1852. Surnommée « Nina » par son amant, Justine-Éléonore part avec lui en Corse, où le couple s'établit à la Grotta Niella, sur les hauteurs de Calvi. Bientôt, le couple y fait bénir son union (sans se marier civilement auparavant), avec l'aide de l'ancien précepteur du prince, l'abbé Casanova. Cependant, l'union des deux amoureux n'est pas reconnue par les Bonaparte, qui y voient une mésalliance. 
Sur l'île de Beauté, Justine-Éléonore mène une existence difficile. De fait, Pierre-Napoléon Bonaparte est un homme volage, qui multiplie les conquêtes et préfère volontiers la compagnie des paysans corses à celle de sa femme. Afin de conserver le prince auprès d'elle, Justine-Éléonore se transforme donc et apprend notamment à monter à cheval et à tirer au fusil. En 1854, la jeune femme accouche d'un premier enfant, prénommé Roland, mais celui-ci ne survit pas. Deux autres suivent, et meurent à leur tour. Finalement, en 1858, Justine-Éléonore donne le jour à un troisième petit garçon, qui survit et reçoit lui-aussi le prénom de Roland. 
Peu de temps après cette naissance, le couple déménage en Belgique et s'installe au château des Épioux à Lacuisine, dans les Ardennes. C'est là que naît le dernier enfant de Justine-Éléonore, Jeanne Bonaparte, en 1861. Le 2 octobre 1867, la jeune femme et son mari s'unissent civilement aux Épioux[pas clair], mais ce second mariage n'est pas reconnu par Napoléon III, qui refuse par ailleurs de reconnaître la légitimité des enfants de Justine-Éléonore. Cela n'empêche pas le couple de réaliser de fréquents séjours à Paris, dans la résidence du prince située rue d'Auteuil.

### Une mère dévouée mais rapace

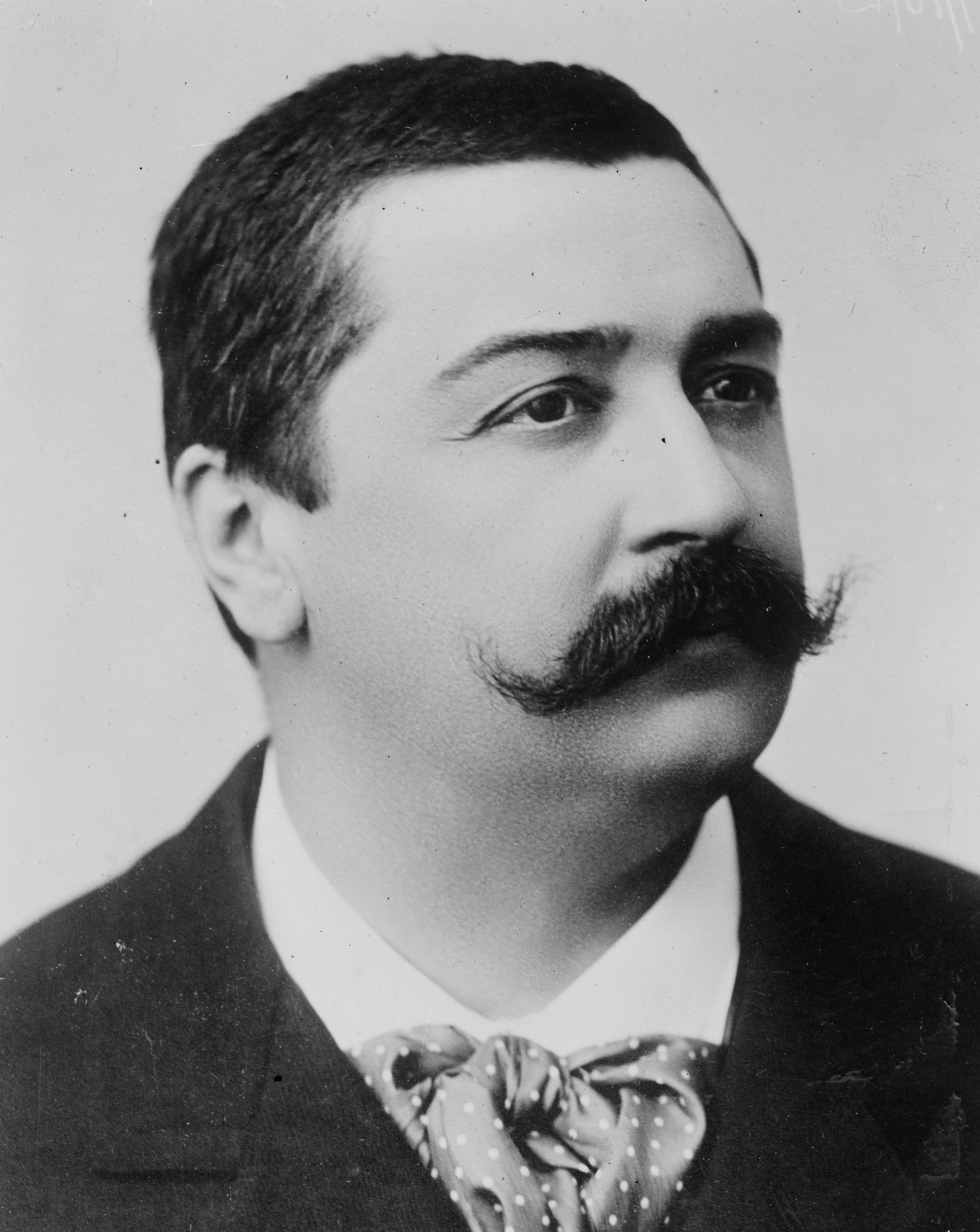
Le prince Roland Bonaparte.

En 1870, Pierre-Napoléon Bonaparte assassine le journaliste Victor Noir et la famille doit se réfugier en Belgique après le procès du prince. Exilés et ruinés par la guerre franco-prussienne, Justine-Éléonore et Pierre-Napoléon se remarient civilement à Bruxelles le 14 novembre 1871. En dépit de cet événement, la relation des époux se dégrade et Justine-Éléonore ne tarde pas à quitter le prince pour assurer un avenir meilleur à ses enfants. Elle prend alors la décision de s'installer à Londres, où elle ouvre une boutique de modes, sur New Bond Street, déclenchant par là même un terrible scandale dans les milieux bonapartistes. Son commerce ayant fait faillite, Justine-Éléonore doit se résoudre à rentrer à Paris, où elle reçoit le soutien de quelques amis, parmi lesquels Pascal Sinibaldi, probable fils illégitime de Pierre-Napoléon Bonaparte. 
De retour en France, Justine-Éléonore scolarise le prince Roland à l'institut Hortus puis au lycée Saint-Louis. Excellent élève, celui-ci intègre par la suite l'école militaire de Saint-Cyr, où ses études sont financées par la princesse Mathilde et le prince Napoléon-Jérôme. Son fils grandissant, Justine-Éléonore s'emploie ensuite à lui trouver une épouse fortunée. Avec l'aide d'une de ses amies, une vieille dame russe du nom de Mme Saint-Yves, elle jette alors son dévolu sur la jeune Marie-Félix Blanc, fille du millionnaire François Blanc et de son épouse Marie Hensel. Le mariage du prince et de la richissime héritière est finalement célébré le 17 novembre 1880, à Paris. Peu de temps après, c'est au tour de Jeanne Bonaparte de faire un beau mariage avec le marquis Christian de Villeneuve-Esclapon.
Une fois ses enfants mariés, Justine-Éléonore s'emploie à couper Marie-Félix de la famille Blanc, qu'elle méprise. De fait, pour la princesse Bonaparte, les jeux d'argent constituent une tâche bien pire que ses propres origines populaires. Pourtant, Justine-Éléonore s'intéresse de près à la fortune de sa belle-fille. Probablement consciente que cette dernière est atteinte de tuberculose, elle la pousse à prendre une assurance-vie pour protéger l'avenir de Roland Bonaparte. Consciente qu'en cas de décès sans descendance, l'argent de Marie-Félix retournerait aux Blanc, Justine-Éléonore conforte par ailleurs la jeune femme dans ses désirs de maternité. Surtout, avec l'aide de deux de ses amies, Mme Escard et Mme Bonnaud, elle met en place tout un stratagème pour pousser Marie-Félix à tester en faveur de Roland Bonaparte. Ayant obtenu gain de cause, elle n'a plus qu'à attendre la naissance d'un petit-enfant, ce qui est chose faite le 2 juillet 1882, avec la venue au monde de Marie Bonaparte.
Gravement affectée par la maladie, Marie-Félix Blanc meurt un mois après la naissance de sa fille, le 1er août 1882. Informée de cette disparition, Justine-Éléonore s'écrie alors : « En a-t-il de la chance, Roland ! À présent toute la fortune est à lui ! ».

### Une grand-mère acariâtre

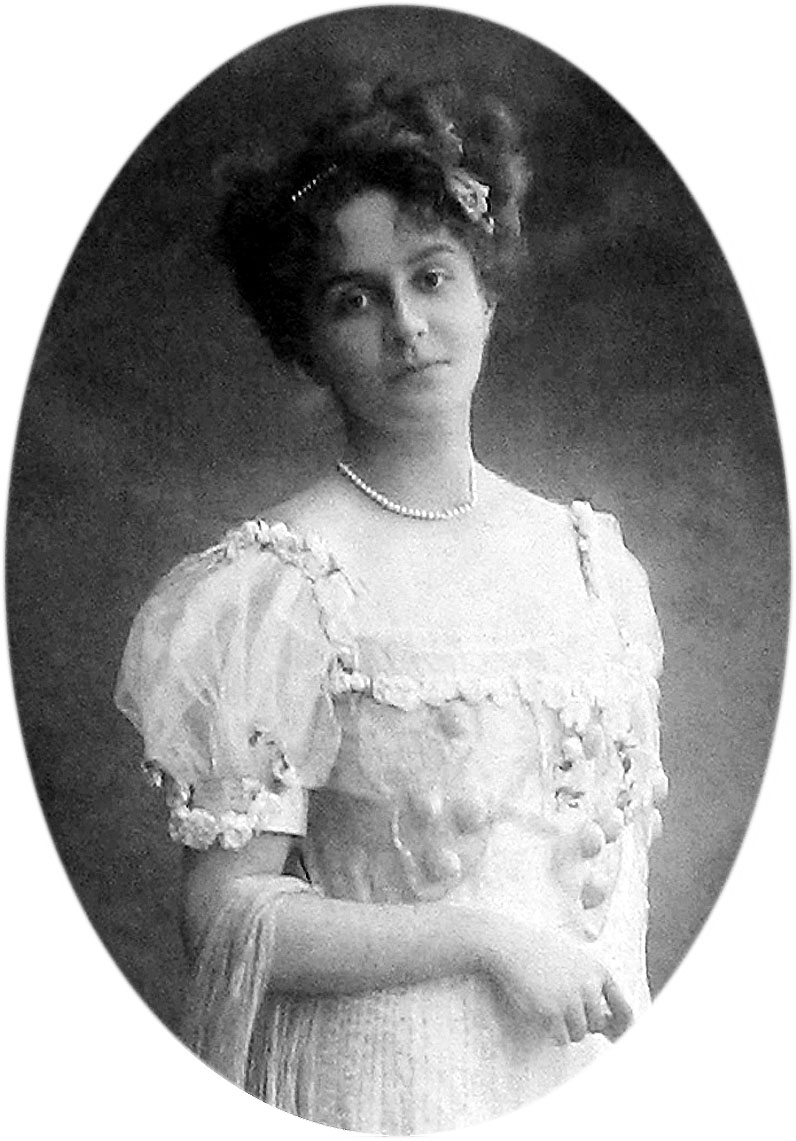
La princesse Marie Bonaparte.

Après la mort de Marie-Félix, Justine-Éléonore quitte son appartement du 17 de la rue de Grenelle, à Paris, pour s'installer auprès de son fils et de sa petite-fille, à Saint-Cloud. Malgré son peu d'attrait pour les enfants, la princesse prend alors en charge l'éducation de Marie Bonaparte, qui a hérité de la moitié de la fortune de sa mère et dont l'argent reviendrait aux Blanc s'il lui arrivait malheur. La princesse et son fils y pensent beaucoup, d'autant que l'enfant est frappée d'une tuberculose, heureusement bénigne, à partir de 1886. Cependant, c'est aussi pour s'occuper de son fils chéri, que Justine-Éléonore fait le choix de revenir vivre auprès des siens.
Avec sa petite-fille, Justine-Éléonore se conduit en grand-mère acariâtre. Consciente de l'intelligence de Marie Bonaparte, elle la limite cependant dans ses études, par peur de décourager d'éventuels prétendants. Désireuse d'en faire une vraie Bonaparte, elle la terrorise en l'obligeant à entendre des explosions sans sursauter, lorsqu'elle découvre que le bruit du canon lui fait peur. Justine-Éléonore interdit par ailleurs à l'enfant d'avoir des animaux et l'affuble de vêtements usagés et disgracieux alors qu'elle est à la tête d'une fortune considérable. Surtout, elle la met en danger en faisant entrer dans son foyer le séduisant Antoine Leandri, qui escroque l'adolescente en la faisant chanter pendant plusieurs années. 
En 1885, la famille princière déménage dans une maison située dans la capitale, à Cours-la-Reine. Plus tard, elle s'installe rue Galilée, avant d'emménager dans un vaste hôtel particulier construit par Roland Bonaparte avenue d'Iena, en 1896. L'été, Justine-Éléonore part en vacances avec sa petite-fille et ses domestiques, tandis que Roland Bonaparte effectue de longs séjours à l'étranger pour ses études. Année après année, elle se rend ainsi à Dieppe, à San Remo (en Italie), puis dans la vallée de la Loire. 
Férue de politique, Justine-Éléonore passe une grande partie de ses journées à commenter la presse avec sa lectrice, Mme Proveux. Malgré leurs tendances républicaines, les deux femmes sont de farouches anti-dreyfusardes, qui ne manquent pas une occasion de s'en prendre au capitaine Alfred Dreyfus.

### Dernières années

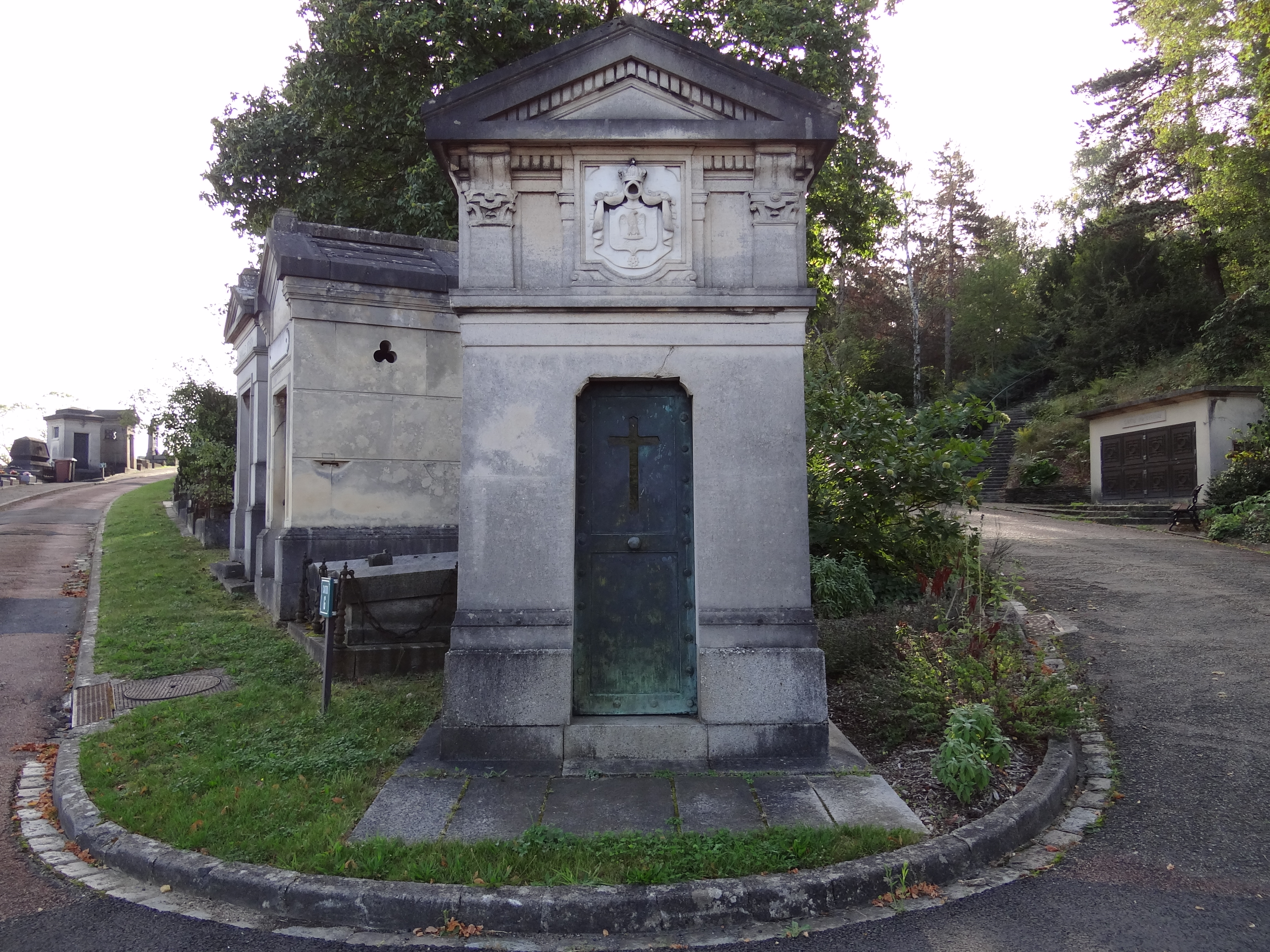
La chapelle où est inhumée Justine-Éléonore Ruflin au cimetière des Gonards à Versailles (Yvelines).

Borgne depuis 1886, Justine-Éléonore Ruflin souffre d'angine de poitrine durant l'été 1905. Elle meurt quelques semaines plus tard, le 13 octobre 1905, à l'âge de 74 ans, dans l'hôtel parisien de son fils, au no 10 de l'avenue d’Iéna.
Elle est enterrée aux côtés de son époux et de sa belle-fille, au cimetière des Gonards, à Versailles.

## Mémoires
Sous le pseudonyme de Nina Bonaparte, Justine-Éléonore Ruflin a écrit des mémoires intitulés Histoire de ma vie et conservés par la Fondation Napoléon.